# 대자재천
대자재천(大自在天)은 불교 신화에 나오는 윤회의 세 영역을 모두 다스리는 통치자이다. 그는 또한 팔리어 문헌에서 때때로 사발로카디파티 데바(Sabbalokādhipatī Devā)라고도 불린다. 그의 주된 임무는 영적인 지식을 제공하는 것으로, 대자재천은 때때로 보살로 묘사되기도 한다.

## 이름
마혜수라(摩醯首羅)  · 마혜수라천(摩醯首羅天) · 마혜습벌라(摩醯濕伐羅) 또는 막혜이습벌라(莫醯伊濕伐羅)라고도 음역하며, 대자재(大自在) · 자재천(自在天) · 자재천주(自在天王) 또는 천주(天主)라고도 의역한다. 또는 상갈라(商羯羅, 산스크리트어: Śaṅkara) 혹은 이사나(伊舍那, 산스크리트어: Īśāna)라고도 하는데, 이 두 명칭은 시바의 다른 이름을 음역한 것이다.
예를 들어, 구마라습(344~413)이 한역한 용수(150?~250?)의 《대지도론》(402~406년)의 제2권에서 구마라습은 마혜수라천(摩醯首羅天)이라고 음역하고 있으며 중국어로 의역하면 대자재(大自在)가 된다고 말하고 있다.
여기서, 천(天)은 산스크리트어 데바(deva)의 번역어로 제바(提婆)라고도 음역되는데, 불교의 세계관에서는 6도 가운데 천상도에 거주하는 유정들로, 신적인 자재력 즉 권능 또는 역량을 가진 유정들이며, 천인(天人, 산스크리트어: apsaras)이라고도 한다. 한편 한자어 천인(天人, 산스크리트어: devamanuṣya)은 천(天, 산스크리트어: deva)과 인(人, 산스크리트어: manuṣya), 즉 천상도의 유정과 인간도의 유정을 통칭하는 낱말로도 사용된다.

## 기원
시바 신의 별칭들 중 하나인 마헤슈바라가 대승 불교에 수용된 것이다. 대자재천(大自在天)의 한자어 문자 그대로의 뜻은 '크게[大] 자재[自在]한 천신[天, deva, 데바]' 즉 '커다란 역량이 있는 신'으로, 우주를 생성하고 유지하고 파괴하는 역량이 있는 신을 뜻한다. 즉, 트리무르티의 교의에서 말하는 브라흐만의 한 측면으로서의 시바를 뜻한다.
대승불교 중관학파의 개조인 용수(150?~250?)의 《대지도론》의 한역본(402~406년) 제2권에는 시바(마혜수라천)에 대한 묘사가 비슈누(위뉴천)와 무루간(구마라천)에 대한 묘사와 함께 나오는데 다음과 같다.
 摩醯首羅天，(秦言「大自在」)八臂，三眼，騎白牛。如韋紐天(秦言「遍悶」)，四臂，捉貝持輪，騎金翅鳥。如鳩摩羅天，(秦言「童子」)是天擎雞持鈴，捉赤幡，騎孔雀，皆是諸天大將。

 
마혜수라천(摩醯首羅天)[진(秦)나라 말로는 대자재(大自在)라고 한다.]은 여덟 팔, 세 눈으로 흰 소를 탔고, 위뉴천(韋紐天)[진나라 말로는 변민(遍悶)이다.]은 네 팔로 소라[貝]를 쥐고 바퀴를 잡고서 금시조를 탔으며, 구마라천(鳩摩羅天)[진나라 말로는 동자(童子)이다.]은 닭을 높이 들어 올리고 요령을 잡고 붉은 번기[幡]를 쥐고서 공작을 탔다.
이들은 모두가 하늘의 대장들이다.
 — 《대지도론》 제2권. 한문본 & 한글본

## 같이 보기
- 제석천